# Nanotubo
Los nanotubos son nanoestructuras en forma de cilindros huecos, cuya pared está formada por una o más capas de moléculas enlazadas entre sí. Las dimensiones del tubo, del orden de nanómetros de diámetro, les imparten unas propiedades físicas y químicas especiales y diferentes de las de la misma molécula en estructuras de mayor tamaño.
Los nanotubos de carbono son de especial interés en numerosos campos, con aplicaciones en la química, biotecnología, medicina, etc y como componente en diversos tipos de dispositivos electrónicos. Los nanotubos de materiales inorgánicos, aunque morfológicamente similares a los nanotubos de carbono, presentan propiedades distintas y pueden ser preferibles a los nanotubos de carbono para ciertos usos. Los nanotubos de macromoléculas biológicas, como el ADN o la tubulina, presentan ventajas frente a otros tipos de nanotubos para el transporte de moléculas.

## Nanotubos de carbono

Nanotubos de carbono de pared simple en zigzag

Los nanotubos de carbono son un alótropo del carbono, cuyo descubrimiento suele atribuirse a Sumio Iijima. Pueden describirse como láminas bidimensionales de grafeno enrolladas sobre sí mismas en forma de cilindro. Si el nanotubo consta de una sola capa de grafeno, se denomina nanotubo de pared simple o monocapa. Si el nanotubo está formado por dos o más capas concéntricas, se habla de nanotubos de pared múltiple o multicapa.
Los nanotubos de carbono exhiben una resistencia a la tracción y una conductividad térmica excepcionales, debidas a la alta energía de enlace entre los átomos de carbono. Las propiedades de los nanotubos dependen en gran medida de su estructura: mientras que algunos tipos de nanotubos exhiben una alta conductividad eléctrica, otros son semiconductores. Los nanotubos pueden además modificarse químicamente (funcionalización) para adaptarlos a diferentes aplicaciones. Sus propiedades son de interés en muchas áreas de la tecnología, como la electrónica, la óptica, los materiales compuestos (que reemplazan o complementan las fibras de carbono), la nanotecnología y otras aplicaciones en la ciencia de materiales.

## Nanotubos de nitruro de boro y nitruro de carbono y boro
Las nanoestructuras de nitruro de boro (BN) y nitruro de carbono y boro son interesantes por presentar propiedades similares al grafeno. Los nanotubos de BN y BCN presentan una estructura similar a las de los nanotubos de carbono y tienen usos como componentes electrónicos, conductores, lubricantes a alta temperatura y nuevos materiales compuestos. Los nanotubos de BCN exhiben diferentes propiedades según su composición de carbono; mientras que en los nanotubos de carbono la versatilidad depende de la estructura y su quiralidad.
La desventaja de estos materiales frente a los nanotubos de carbono estriba en un proceso de fabricación más difícil, con menor rendimiento y un número mayor de nanotubos defectuosos. Por este motivo, el estudio de nuevos métodos de producción es una área de investigación importante.

## Nanotubos de nitruro de galio
Los nanotubos de nitruro de galio se sintetizaron por primera vez en 2003. Tienen un diámetro de 30–250 nm. Las propiedades eléctricas y mecánicas dependen de la estructura del natotubo y de las condiciones externas, como la temperatura.
Los nanotubos de nitruro de galio son monocristalinos y, por tanto, más robustos y aptos para aplicaciones prácticas que los nanotubos amorfos y policristalinos formados por otros materiales inorgánicos.

## Nanotubos de silicio

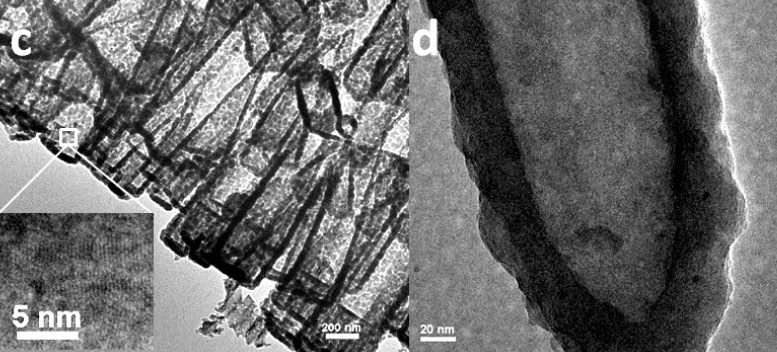
Nanotubos de silicio obtenidos por deposición de silicio sobre un nanohilo de ZnO.

La primera publicación donde se describió la formación de nanotubos de silicio data del 2000. Un método común de producción consiste en depositar compuestos de silicio, como el silano o el tetracloruro de sicilio sobre un nanohilo de germanio, carbono u óxido de zinc.
Una propiedad muy interesante de los nanotubos de silicio es la conducción balística, por lo cual es un material termoeléctrico ideal para el uso en dispositivos electrónicos. También se investiga su uso para almacenar energía, y en baterías de ion de litio, entre otras aplicaciones.

## Nanotubos de disulfuro de tungsteno y otros sulfuros
El disulfuro de tungsteno (WS2) tiene propensión a formar nanotubos gracias a su típica estructura en capas. Los nanotubos de este material se hallaron en 1992, antes que los de ninguna otra molécula inorgánica. Varios estudios han mostrado que los nanotubos de disulfuro de tungsteno refuerzan considerablemente las propiedades mecánicas de algunos polímeros y resinas y pueden ser muy útiles en materiales compuestos.
Otros materiales con estructura en capas que forman nanotubos son el disulfuro de molibdeno (MoS2) y el disulfuro de estaño (SnS2). Los nanotubos de SnS y de SnS/SnS2 se pueden sintetizar en grandes cantidades.

## Nanotubos de macromoléculas
El ADN es capaz de adoptar varias configuraciones que forman cristales bidimensionales. Estas estructuras se pueden enrollar sobre sí mismas y dar lugar a tubos de una pocos nanómetros de diámetro. El ADN es interesante para el  transporte de moléculas, que se pueden adherir a las hebras de ADN a intervalos regulares y descargarse en respuesta a diversos estímulos, como la adición de una molécula de ADN con una secuencia específica.
La tubulina es una proteína que participa en el proceso de replicación celular y es, por tanto un blanco para varios compuestos anticancerígenos que la desactivan al ligarse a ella. En 2020 se describió el uso de nanotubos basados en tubulina para transportar este tipo de compuestos al citosol de las células tumorales.

## Otros materiales
Varios materiales cerámicos y óxidos de metales pueden formar nanotubos. En 2007, se publicó un método para sintetizar nanotubos de metales y nanometales (como el cobre y el bismuto).